# Callopistria reticulata
Callopistria reticulata är en fjärilsart som beskrevs av Arnold Pagenstecher 1884. Callopistria reticulata ingår i släktet Callopistria och familjen nattflyn. Inga underarter finns listade i Catalogue of Life.